# Sonia Medina
Sonia Andreína Medina Guerrero (4 de mayo de 1973) es una abogada y política venezolana, actualmente diputada a la Asamblea Nacional, por el circuito lista del estado Táchira y el partido Voluntad Popular, donde forma parte de la Comisión Permanente de Pueblos Indígenas.

## Carrera
Sonia es abogada de profesión. Fue elegida como diputada a la Asamblea Nacional por el circuito lista del estado Táchira y el partido Voluntad Popular, donde ha integrado la Comisión Permanente de Pueblos Indígenas y, en 2016, la Comisión Permanente de Política Exterior, Soberanía e Integración.